# تفاح قصير الساق
تفاح قصير الساق (الاسم العلمي:Malus brevipes) هو نوع غير مؤكد من النباتات يتبع جنس التفاح من الفصيلة الوردية.